# Kabinett Cardoso II
Das Kabinett Cardoso II bildete von 1999 bis 2003 die Regierung in Brasilien. 

## Regierungsmitglieder
| Amt                                            | Amtsinhaber | Amtsinhaber                       | Amtszeit                 |
| ---------------------------------------------- | ----------- | --------------------------------- | ------------------------ |
| Präsident                                      |             | Fernando Henrique Cardoso         | 1999–2003                |
| Vizepräsident                                  |             | Marco Maciel                      | 1999–2003                |
| Stabschef und Chef der Casa Civil              |             | Pedro Parente                     | 1999–2003                |
| Generalsekretär der Präsidentschaft            |             | Aloysio Nunes                     | 1999–2001                |
| Generalsekretär der Präsidentschaft            |             | Arthur Virgílio Neto              | 2001–2002                |
| Generalsekretär der Präsidentschaft            |             | Euclides Scalco                   | 2002                     |
| Sekretär für Soziale Kommunikation             |             | Andrea Matarazzo                  | 1999–2001                |
| Sekretär für Soziale Kommunikation             |             | João Roberto Vieira da Costa      | 2001–2003                |
| Sekretär für Menschenrechte                    |             | José Gregori                      | 1999–2000                |
| Sekretär für Menschenrechte                    |             | Gilberto Vergne Saboia            | 2000–2001                |
| Sekretär für Menschenrechte                    |             | Paulo Sérgio Pinheiro             | 2001–2003                |
| Sekretär für Institutionelle Sicherheit        |             | Alberto Mendes Cardoso            | 1999–2003                |
| Generalstaatsanwalt                            |             | Geraldo Magela da Cruz Quintão    | 1999–2000                |
| Generalstaatsanwalt                            |             | Gilmar Mendes                     | 2000–2002                |
| Generalstaatsanwalt                            |             | José Bonifácio Borges de Andrada  | 2002–2003                |
| Präsident der Zentralbank                      |             | Gustavo Franco                    | 1999                     |
| Präsident der Zentralbank                      |             | Armínio Fraga                     | 1999–2003                |
| Minister für Landwirtschaft und Versorgung     |             | Francisco Turra                   | 1999                     |
| Minister für Landwirtschaft und Versorgung     |             | Marcus Vinícius Pratini de Moraes | 1999–2003                |
| Minister für Wissenschaft und Technik          |             | Luiz Carlos Bresser-Pereira       | 1999                     |
| Minister für Wissenschaft und Technik          |             | Ronaldo Sardenberg                | 1999–2003                |
| Minister für Kommunikation                     |             | Pimenta da Veiga                  | 1999–2002                |
| Minister für Kommunikation                     |             | Juarez Quadros                    | 2002–2003                |
| Minister für Kultur                            |             | Francisco Weffort                 | 1999–2003                |
| Verteidigungsminister                          |             | Élcio Álvares                     | 1999–2000                |
| Verteidigungsminister                          |             | Geraldo Magela da Cruz Quintão    | 2000–2003                |
| Minister für Agrarentwicklung                  |             | Raul Jungmann                     | 1999–2002                |
| Minister für Agrarentwicklung                  |             | José Abrão                        | 2002–2003                |
| Minister für Entwicklung, Industrie und Handel |             | Celso Lafer                       | 1999                     |
| Minister für Entwicklung, Industrie und Handel |             | Clóvis Carvalho                   | 1999                     |
| Minister für Entwicklung, Industrie und Handel |             | Alcides Lopes Tápias              | 1999–2001                |
| Minister für Entwicklung, Industrie und Handel |             | Sérgio Amaral                     | 2001–2003                |
| Bildungsminister                               |             | Paulo Renato Souza                | 1999–2003                |
| Sportminister                                  |             | Rafael Greca                      | 1999–2000                |
| Sportminister                                  |             | Carlos Melles                     | 2000–2002                |
| Sportminister                                  |             | Caio Cibella de Carvalho          | 2002–2003                |
| Finanzminister                                 |             | Pedro Malan                       | 1999–2003                |
| Minister für Nationale Integration             |             | Fernando Bezerra                  | 1999–2001                |
| Minister für Nationale Integration             |             | Ramez Tebet                       | 2001                     |
| Minister für Nationale Integration             |             | Ney Suassuna                      | 2001–2002                |
| Minister für Nationale Integration             |             | Mary Dayse Kinzo                  | 2002                     |
| Minister für Nationale Integration             |             | Luciano Barbosa                   | 2002–2003                |
| Justizminister                                 |             | Renan Calheiros                   | 1999                     |
| Justizminister                                 |             | José Carlos Dias                  | 1999–2000                |
| Justizminister                                 |             | José Gregori                      | 2000–2001                |
| Justizminister                                 |             | Aloysio Nunes                     | 2001–2002                |
| Justizminister                                 |             | Miguel Reale Júnior               | 2002                     |
| Justizminister                                 |             | Paulo de Tarso Ramos Ribeiro      | 2002–2003                |
| Umweltminister                                 |             | Sarney Filho                      | 1999–2002                |
| Umweltminister                                 |             | José Carlos Carvalho              | 2002–2003                |
| Minister für Bergbau und Energie               |             | Rodolpho Tourinho Neto            | 1999–2001                |
| Minister für Bergbau und Energie               |             | Hélio Vitor Ramos Filho           | 2001                     |
| Minister für Bergbau und Energie               |             | José Jorge de Vasconcelos Lima    | 2001–2002                |
| Minister für Bergbau und Energie               |             | Pedro Parente                     | 2002                     |
| Minister für Bergbau und Energie               |             | Francisco Luiz Sibut Gomide       | 2002–2003                |
| Minister für Planung und Budgetierung          |             | Pedro Parente                     | 1999                     |
| Minister für Planung und Budgetierung          |             | Martus Tavares                    | 1999–2002                |
| Minister für Planung und Budgetierung          |             | Guilherme Gomes Dias              | 2002–2003                |
| Minister für soziale Sicherung                 |             | Waldeck Ornelas                   | 1999–2001                |
| Minister für soziale Sicherung                 |             | Roberto Brant                     | 2001–2002                |
| Minister für soziale Sicherung                 |             | José Cechin                       | 2002–2003                |
| Außenminister                                  |             | Luiz Felipe Lampreia              | 1999–2001                |
| Außenminister                                  |             | Celso Lafer                       | 2001–2003                |
| Gesundheitsminister                            |             | José Serra                        | 1999–2002                |
| Gesundheitsminister                            |             | Barjas Negri                      | 2002–2003                |
| Minister für Arbeit und Beschäftigung          |             | Francisco Dornelles               | 1999–2002                |
| Minister für Arbeit und Beschäftigung          |             | Paulo Jobim Filho                 | 2002–2003                |
| Verkehrsminister                               |             | Eliseu Padilha                    | 1999–2001                |
| Verkehrsminister                               |             | Alderico Lima                     | 2001–2002, kommissarisch |
| Verkehrsminister                               |             | João Henrique de Almeida Sousa    | 2002–2003                |
| Tourismusminister                              |             | Rafael Greca                      | 1999–2000                |
| Tourismusminister                              |             | Carlos Melles                     | 2000–2002                |
| Tourismusminister                              |             | Caio Cibella de Carvalho          | 2002–2003                |